# Bão Cecil (1989)
Bão nhiệt đới Cecil (Việt Nam gọi là bão số 2) là 1 cơn bão thảm khốc đã gây lũ lụt tàn phá miền Trung Việt Nam trong năm 1989. Cơn bão phát triển từ một áp thấp nhiệt đới trên Biển Đông trong ngày 22 tháng 5. Ban đầu hệ thống di chuyển theo hướng Bắc - Tây Bắc, mạnh dần lên và đạt cường độ tối đa với sức gió 117 km/h. Tuy nhiên, Trung tâm Cảnh báo Bão Liên hợp (JTWC) đánh giá vận tốc gió của Cecil lớn hơn, đạt 142 km/h. Cơn bão đã đổ bộ lên địa điểm gần Hội An, Việt Nam vào cuối ngày 24 tháng 5 và suy yếu nhanh chóng trước khi tan trên địa phận Lào trong ngày 26 tháng 5.
Tại Việt Nam, những trận mưa lớn đi kèm cơn bão, với lượng lên tới hơn 510 mm ở một số khu vực, đã kích hoạt nên lũ lụt thảm khốc và chết chóc. Bên cạnh thiệt hại nghiêm trọng về người là tổn thất trên diện rộng đến ngành nông nghiệp và các công trình, với con số ước tính khoảng 300 tỉ đồng (71,1 triệu USD). Trong bối cảnh cơn bão, đã có một vài sự viện trợ từ quốc tế được gửi đến Việt Nam; dù vậy hầu hết các công đoạn cứu trợ cứu nạn, khắp phục hậu quả được tiến hành bởi chính quyền, các tổ chức địa phương, và Hội Chữ thập đỏ Việt Nam.

## Lịch sử khí tượng
Vào ngày 20 tháng 5, không lâu sau khi cơn bão Brenda di chuyển qua Biển Đông, 1 rãnh gió mùa mở rộng từ vùng biển này đến vịnh Bengal đã nhận được dòng thổi Tây Nam tăng cường ở mực thấp. 1 môi trường có độ đứt gió yếu đã cho phép hình thành nên 1 vùng áp suất thấp mới trong phạm vi dòng thổi Tây Nam vào ngày 21 tháng 5. Sang ngày hôm sau, với việc đối lưu trở nên bền bỉ và diện mạo tổng quan của hệ thống đã có tổ chức hơn, Trung tâm Cảnh báo Bão Liên hợp (JTWC) đã ban hành "Cảnh báo về sự hình thành của xoáy thuận nhiệt đới" vào thời điểm 03:00 UTC. Cũng trong khoảng thời gian đó, Cơ quan Khí tượng Nhật Bản (JMA) phân loại hệ thống là 1 áp thấp nhiệt đới. Đến cuối ngày, đối lưu đã bao bọc toàn bộ xung quanh tâm hoàn lưu; sự cải thiện cấu trúc, cộng với những quan trắc bề mặt gần đó, đã thúc đẩy JTWC chỉ định tên gọi cho hệ thống là bão nhiệt đới Cecil.
Ban đầu, Cecil được dự báo sẽ duy trì hướng di chuyển chủ yếu là Bắc, đi vào phần suy yếu của áp cao cận nhiệt do cơn bão Brenda để lại. Tuy nhiên, vào ngày 23 tháng 5 bão Cecil đã chuyển hướng do sự tác động của một áp cao khác trên khu vực Trung Quốc. Với những điều kiện khí quyển thuận lợi, cơn bão tiếp tục tăng cường cho đến ngày 24 tháng 5. Vào thời điểm 06:00 UTC, một con mắt không sắc nét có bề rộng 75 km đã phát triển phía trên tâm hoàn lưu, điều này chỉ ra Cecil đã trở thành bão cuồng phong. Cơn bão đạt đỉnh với tốc độ gió 142 km/h khi nó nằm trên vùng biển ngoài khơi ngay sát miền Trung Việt Nam. Tuy nhiên, JMA báo cáo cường độ của Cecil thấp hơn, họ phân loại nó là bão nhiệt đới dữ dội với vận tốc gió duy trì 10 phút đạt 117 km/h. Vào khoảng 18:00 UTC ngày 24 (01:00 giờ Việt Nam ngày 25 tháng 5), cơn bão đổ bộ lên địa điểm gần Hội An. Tại Đà Nẵng, một trạm khí tượng đã ghi nhận trị số khí áp mực trạm thấp nhất (độ cao đo là 6 m so với mực nước biển) trong ngày 25 tháng 5 là 982,1 hPa (29,00 inHg).  Khi đã ở trên đất liền, Cecil suy yếu nhanh chóng xuống thành áp thấp nhiệt đới trước khi tan trên vùng Đông Lào trong sáng sớm ngày 26 tháng 5.

## Tác động và hậu quả

### Việt Nam
Bão nhiệt đới Cecil được xem là một trong những thiên tai thảm khốc nhất tại Việt Nam trong vòng 50 năm. Ở một số khu vực, lượng mưa đã vượt quá 510 mm. Đã có xấp xỉ 105.600 ha lúa và các loại cây trồng bị phá hủy cùng 78.300 ha khác bị ngập nước. Khoảng 7.500 tấn lúa giống cũng đã bị mất. Khu vực chịu thiệt hại nặng nhất là tỉnh Quảng Nam, với con số ước đạt 300 tỉ đồng (71,7 triệu USD). Cơn bão đã phá hủy ít nhất 10.000 ngôi nhà và làm hư hại 27.000 ngôi nhà khác, khiến 336.000 người lâm vào tình cảnh mất nhà cửa. Khoảng xấp xỉ 60% diện tích rừng và vườn ươm lâm nghiệp tại tỉnh này đã bị hủy hoại. Đến ngày 5 tháng 6, có 151 người được xác nhận đã chết và 600 người khác mất tích trên toàn đất nước. Cuối cùng, tổng thiệt hại về người được điều chỉnh ở con số 751 khi toàn bộ người mất tích được cho là đã thiệt mạng.
Trong bối cảnh cơn bão, quân đội Việt Nam đã được triển khai nhằm tìm kiếm và giải cứu những người còn sống sót. Lực lượng cảnh sát địa phương cũng được tăng cường để ngăn chặn nạn cướp bóc. Vào ngày 5 tháng 6, chính quyền Việt Nam đã yêu cầu viện trợ quốc tế để đối phó với cấp độ của thiên tai. Tuy nhiên, yêu cầu này đã được rút lại vào ngày 16 tháng 6, mặc dù vậy những sự quyên góp tự nguyện được đánh giá cao. Chính phủ Australia và Pháp đã cung cấp số tiền tương ứng là 75.188 và 73.964 USD. Bên cạnh đó, Hội Chữ thập Đỏ Thụy Điển cũng đã quyên góp quần áo, sau này chúng được phân phối bởi Hội Chữ thập Đỏ địa phương cùng với thuốc men và hàng cứu trợ. Tổng cộng có 124.000 USD tiền mặt và hàng cứu trợ, trong đó bao gồm 1.600 m vải và 2 tấn quần áo đã được gửi đến tỉnh Quảng Nam.

### Nước khác
Bên cạnh những tổn thất nghiêm trọng xảy ra ở Việt Nam, Cecil còn gây mưa lớn tại Lào và vùng Đông Bắc Thái Lan, dẫn đến lũ lụt và thiệt hại về mùa màng.